# Simulium beiwanense
Simulium beiwanense es una especie de insecto del género Simulium, familia Simuliidae, orden Diptera.
Fue descrita científicamente por Guo, Zhang, An, Zhang, Zhang, Dong, & Zhao, 2008.